# برايان هولت
برايان هولت (بالإنجليزية: Brian Holt)‏ (14 نوفمبر 1988 في الولايات المتحدة - ) هو لاعب كرة قدم أمريكي في مركز حراسة المرمى. لعب مع فيلادلفيا يونيون وNew York Cosmos (2010) ‏ وريدينغ يونايتد إيسي ونادي بان.

## وصلات خارجية
- برايان هولت على موقع قاعدة بيانات كرة القدم.إي يو (الإنجليزية)